# Smilax vitiensis
Smilax vitiensis är en enhjärtbladig växtart som först beskrevs av Berthold Carl Seemann, och fick sitt nu gällande namn av A.Dc. Smilax vitiensis ingår i släktet Smilax och familjen Smilacaceae. Inga underarter finns listade.